# Mefisztó

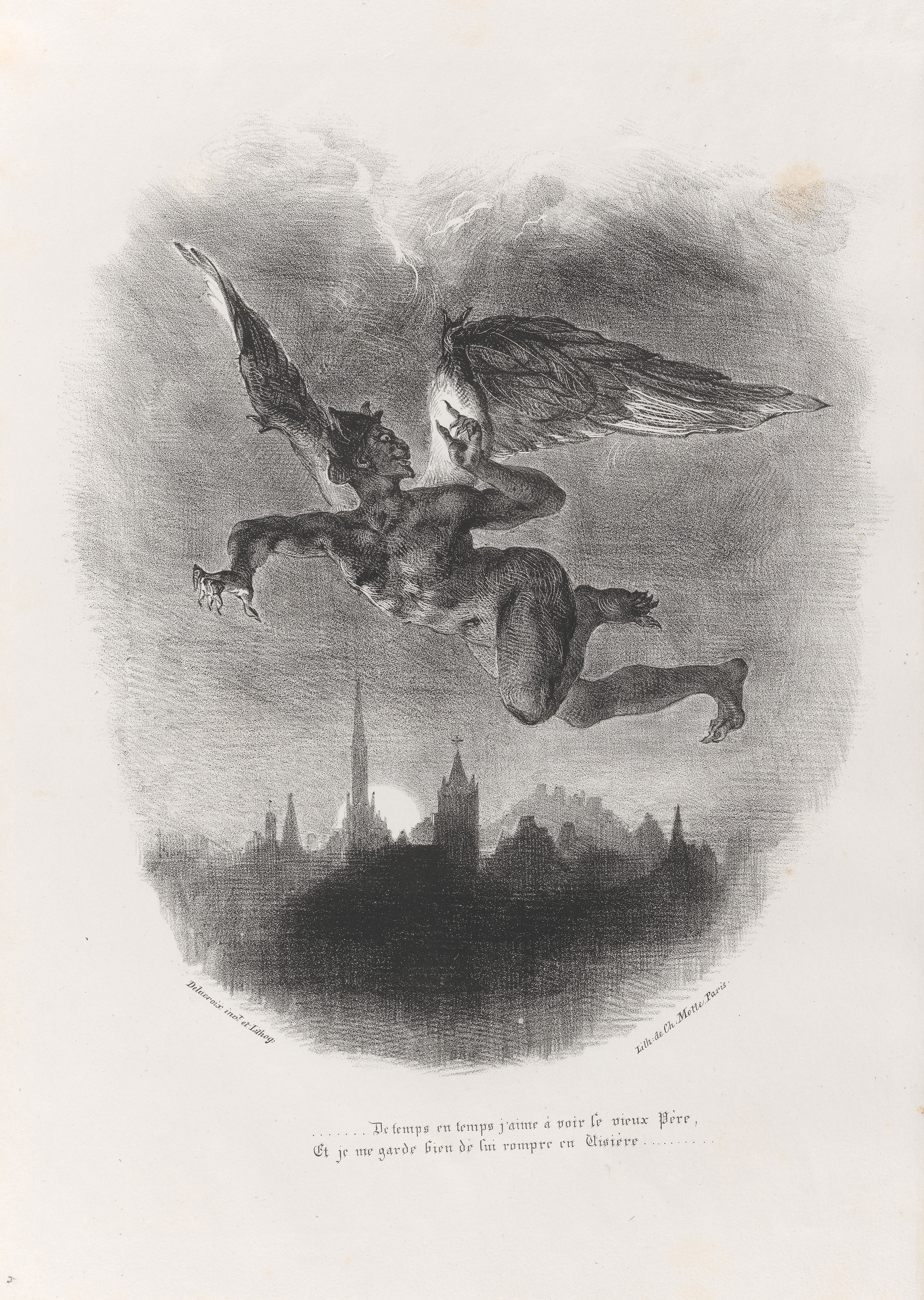
A Wittenberg felett repülő Mefisztó (Eugène Delacroix litográfiája)

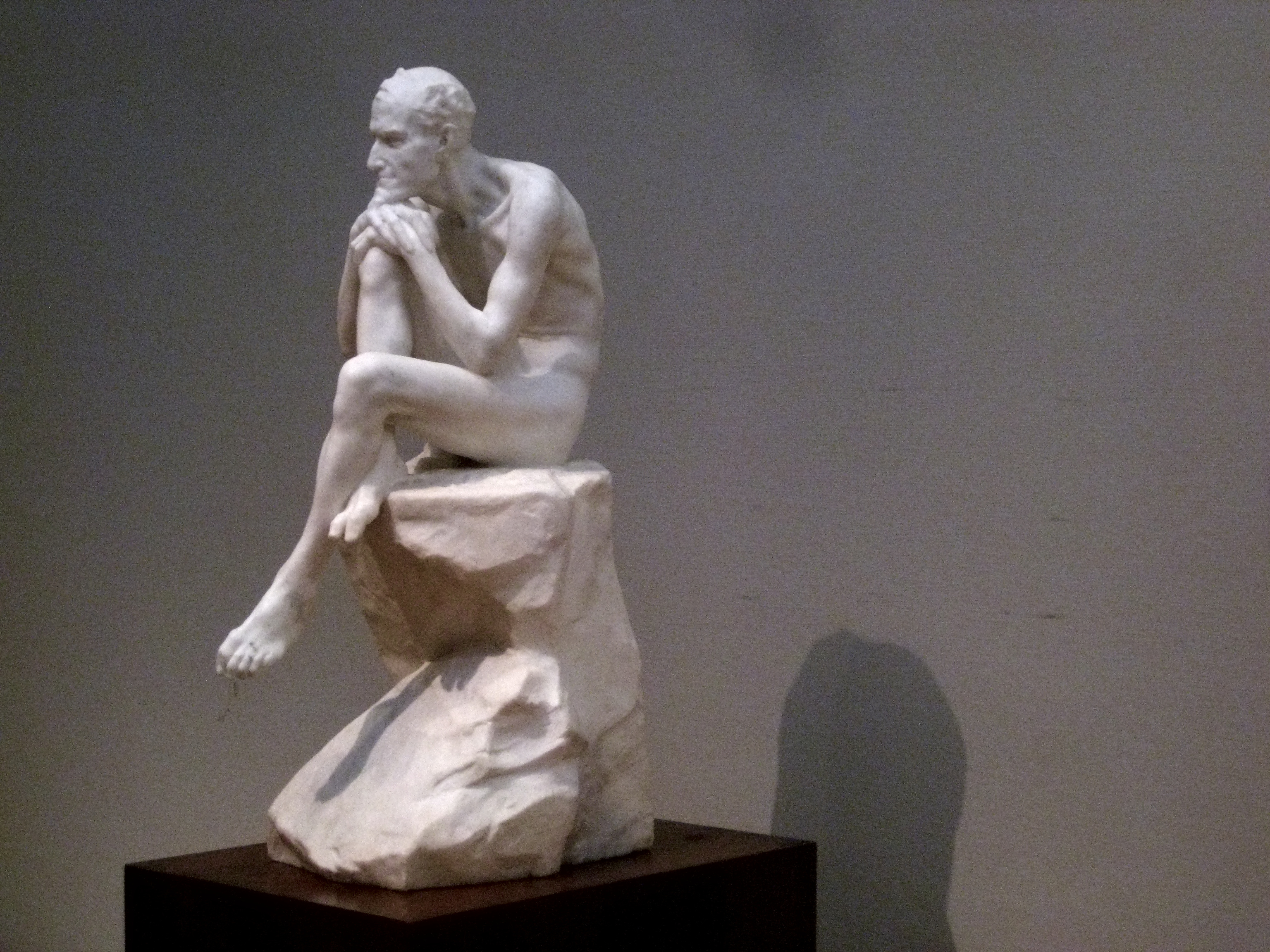
Mefisztó (Mark Antokolski szobra, 1884)

Mefisztó (névváltozatai Mephistopheles, Mephistophilus, Mephistophilis, Mephostopheles, Mephastophilis, Mephisto) az ördög vagy a rossz, pusztító szellem neve. Származása és jelentése bizonytalan. Shakespeare (A windsori víg nők) Mephistophilusa a világosságot nem szerető, Marlowe (Doktor Faustus) Mephistophilise pedig a mefitikus bűzt kedvelő; legvalószínűbb, hogy héber eredetű (mefir mint rontó, pusztító és tofel mint hazug). Goethe Mephistophelese (különösen az úgynevezett Ős-Faust-ban és az 1790-es Faust-töredékben) egyáltalán nem azonos a népmondai ördög alakjával, hanem egészen egyénileg felfogott alak, mely emberi tulajdonságokkal van felruházva és Faustnak égbe törő lelkesedéseit cinikus durvasággal ironizálja; metafizikai alakját csak a későbbi átdolgozásokban nyerte.